# DRAMATIC-J
DRAMATIC-J（ドラマチック・ジェイ）は、関西ジャニーズJr.が出演する月変わりの単発テレビドラマ。関西テレビで2008年4月14日 - 9月22日、毎週月曜日深夜1:30 - 1:59に放送されていた。

## 放送内容

### 超能力シックス
放送日：2008年4月14日- 5月5日。
- 第一話「誕生?超能力シックス」
- 第二話「合コン!大阪の陣」
- 第三話「勃発!たこ焼き戦争」
- 最終話「さらば!超能力シックス」

登場人物・キャスト
- 真壁六郎 - 中田大智（BOYS）

超能力なし。かなりのモテモテで、ファンクラブが存在する。しかも、読書が好きで、本の中での人物だが、「チョウノウ・リキ」を尊敬している。六郎という名前は最終回で明かされた。
- 一条弘明 - 濵田崇裕（BOYS）

バイロキネシス（発火能力）。しかし、指先にしか火は出せない。
- 四宮圭吾 - 室龍太（BOYS）

テレパシー（精神感応）。しかし、60歳以上の女性しか読むことが出来ない。
- 三田村勝也 - 山碕薫太（BOYS）

テレポーテーション（瞬間移動）。しかし、3mまでしか移動できない。また、走る事が速いため、テレポートするより移動が早い。
- 二谷利充 - 千崎涼太（OSSaN）

サイコキネシス（念動力）。しかし、軽いもののみで、重いものは浮かすことが出来ない（お箸より軽いもの）。石川五ェ門を意識している。
- 五島修平 - 佐竹滉輝（OSSaN）

クレヤボヤンス（透視能力）。しかし、心の底から見たくないと思ったものしか透視できない。第3回でレントゲンで体の中がどうなっているか見えることが判明した。
- 水無瀬光蔵 - 温水洋一

喫茶店のマスターで、副業は占い。しかし、副業である占いは、全くといっていいほど当たらない。真壁を超能力シックスのリーダーに選んだ人物。ある秘密をもっている。
- エリ - 中園彩香

### VACATION
放送日：5月12日 - 6月2日
- 第一話「謎の町で人が消える!?出会いの章」
- 第二話「噂の真相を解明しろ!!謎解きの章」
- 第三話「イトウさんが消える日激ヤバの章」

登場人物・キャスト
- 伊藤政氏 - 伊藤政氏（関西ジャニーズJr.）／（幼少期） - 山本男（関西ジャニーズJr.）

街に迷い込んだ伊藤さん。車が消えたことで皆と出会った。そのことによってあることを思い出す。
- 浜中文一 - 浜中文一（関西ジャニーズJr.）

ダウジングで温泉を掘り起こそうとしている。
- 室（伊藤）龍規 - 室龍規（関西ジャニーズJr.）

現役のボクサーだが、試合で勝ったことが一度もない。
- 菊岡正展 - 菊岡正展（関西ジャニーズJr.）／（幼少期） - 岡崎拓弥（関西ジャニーズJr.）

ネイチャーで、追いかけられると逃げてしまうチャーミングなところがある。
- 室勲 - 田中要次

龍規の父親。また、元ボクサーでもあるが、試合に勝ったことが一度も無い。
- 伊藤警官 - 斉藤陽一郎
- 信子 - 大倉萌々香

文一のことが好き。

### リバーサイド入口
放送日： 6月9日 - 6月30日
オムニバス形式。
第一話「できるだけうごきたくない」
- 神山智洋（Hey! Say! 7 West、TOP Kids）
- 楠本幸登（関西ジャニーズJr.）

第二話「頑張れ!!駒田高校野球部」
- 守屋 - 中田大智（BOYS）

野球部キャプテン
- 水沢 - 千崎涼太（OSSaN）

野球部副キャプテン
- 国木田 - 嶋田久作

野球部監督
- 角替和枝

国木田の妻
- 田辺百合子 - 国生さゆり

リバーサイド病院看護婦
第三話「たらこんぴ」
- 竹本慎平（Hey! Say! 7 West）

第四話「リバーサイド入口」
- 田辺康一 - 向井達郎（ムエタイ向井ブラザーズ）
- 平田アモンチャイ - 向井康二（ムエタイ向井ブラザーズ）
- 田辺百合子 - 国生さゆり

康一の母。リバーサイド病院看護婦

### バースデイ〜誕生日におこった4つの物語
放送日： 7月7日 - 7月28日
第一話「写真のキオク」
- 佐竹滉輝（OSSaN）

第二話「恋愛ショートケーキ」
- 山碕薫太（veteran）

第三話「時給850円」
- 宮島健太 - 大田裕明（OSSaN）
- 政男 - 田窪一世
- 梅崎店長 - 野間口徹
- 有里 - 高田郁恵

第四話「ギブスと彼女」
- 藤間浩介 - 濵田崇裕（BOYS）
- 谷山美知子 - 中村麻美
- 藤間浩平 - 森田美勇人（ジャニーズJr.）

### 僕らのミラクルサマー
放送日：8月4日（前半）・8月11日（後半）
登場人物・キャスト
- 淳史 - 神山智洋（Hey! Say! 7 West、TOP Kids）

中学2年生。小学3年生の頃から、ガンコちゃんの子分にされている。
- 涼太 - 藤井流星（Hey! Say! 7 West、TOP Kids）

淳史の友人。また、淳史と同じく、ガンコちゃんの子分。
- 大樹 - 竹本慎平（Hey! Say! 7 West）

淳史と涼太の友達。父の死をきっかけにお笑いが嫌い。名門中学校に通っている。
- ガンコちゃん - 坂口あずさ

淳史をお笑いに誘った人物。本当の名前は願子で「かなこ」と読む。
- 未知やすえ
- ランディーズ
- 嶋尾康史
- 李正姫
- 谷口俊哉

### 8月10日、僕らは花火を上げる…
放送日：8月18日・25日
登場人物・キャスト
- 赤松翔太 - 楠本幸登（Little Gangs）

中学3年生。いつも明るい。担任である静（佐藤めぐみ）のことが好き。
- 村上剛 - 重岡大毅（Hey! Say! 7 WEST）

中学3年生。ひきこもりで、ゲームばかりをやっている。
- 平敏彦 - 山下颯（Little Gangs）

中学3年生お金持ちの息子。
- 新田浩輔 - バッケス健人（Little Gangs）

中学3年生。花火師の息子。
- 佐々木鉄平 - フューガル・ショーン・悟空（Little Gangs）

中学3年生。明るくてお調子者。
脚本：木村淳、タカミＫナミヲ（高見健次・川浪ナミヲ）

### ノンノンフィクション

#### 室家に何が起こったか
放送日：9月1日・8日
登場人物・キャスト
- 室一郎 - 室龍規（関西ジャニーズJr.）

室家の長男で、龍男の孫。ネガティブ。
- 室次郎 - 室龍太（BOYS）

室家の次男で、龍男の孫。ナルシスト。
- 室三蔵 - 室将也（関西ジャニーズJr.）

室家の三男で、龍男の孫。マイペース。
- 室龍男 - 芦屋小雁

一郎・次郎・三蔵の祖父であり、書道家。
- ナターシャ今村 - 片桐はいり

テレビ番組『ナターシャ今村の、突撃!ノンフィクション』のリポーター。
- 赤松悠実
- 西古里江
- 呉美保

#### B.A.D.なふたり
放送日：9月15日・22日
登場人物・キャスト
- 桐山タカ - 桐山照史（B.A.D.）

ユウジの親友。
- 中間ユウジ - 中間淳太（B.A.D.）

タカの親友で、タカの恋を応援している。
- マリオ今村 - 中村靖日

ナターシャ今村の弟。ナターシャ今村の代理としてテレビ番組『ナターシャ今村の、突撃!ノンフィクション』のリポーターを務める。
- 須田琴子
- 赤松悠実
- 西古里江
- 呉美保

## スタッフ
- 企画：喜多隆（関西テレビ）
- 制作協力：ジャニーズ事務所

## DVD
- DRAMATIC-J DVD-BOX I（2009年1月21日発売、発売元・関西テレビ放送、販売元・ポニーキャニオン）
- DRAMATIC-J DVD-BOX II（2009年2月4日発売、発売元・関西テレビ放送、販売元・ポニーキャニオン）
- DRAMATIC-J 1「超能力シックス」（2009年2月4日発売、発売元・関西テレビ放送、販売元・ポニーキャニオン）
- DRAMATIC-J 2「僕らのミラクルサマー」「8月10日、僕らは花火を上げる…」（2009年2月4日発売、発売元・関西テレビ放送、販売元・ポニーキャニオン）
- DRAMATIC-J 3「VACATION」 （2009年2月4日発売、発売元・関西テレビ放送、販売元・ポニーキャニオン）
- DRAMATIC-J 4「バースデイ〜誕生日におこった4つの物語」（2009年3月18日発売、発売元・関西テレビ放送、販売元・ポニーキャニオン）
- DRAMATIC-J 5「リバーサイド入口」（2009年3月18日発売、発売元・関西テレビ放送、販売元・ポニーキャニオン）
- DRAMATIC-J 6「ノンノンフィクション 室家に何が起こったか」「ノンノンフィクション B.A.D.なふたり」（2009年3月18日発売、発売元・関西テレビ放送、販売元・ポニーキャニオン）